# Trimécaïne
La trimécaïne est une molécule organique utilisée en tant qu'anesthésique local et antiarythmique cardiaque. Il s'agit d'une poudre cristalline blanche, facilement soluble dans l'eau et l'éthanol.

## Histoire
La trimécaïne est probablement une découverte tchèque (à la vue des études pharmacologique et cliniques pratiquées) bien que son élaboration ait été publiée par Nils Löfgren en 1946.

## Indication

### Anesthésie local
La trimécaïne peut être utilisée en infiltration, en injection intraveineuse, par inhalation ou par application locale, dans des concentrations de 0.4 à 4 %, et dans quelques cas en mélange avec de l'adrénaline (comme en stomatologie).

### Antiarythmie
Dans ce cas, on l'utilise en prophylaxie et en thérapie, en cas d'arythmie cardiaque et de crise cardiaque, et de manière prophylactique lors de chirurgie cardiaque et pour la prévention d'une réponse sympathique lors d'une intubation.

## Contre-indication
La trimécaïne ne doit pas être utilisée en cas d'hypersensibilité aux anesthésiques amidés, d'hypervolémie, d'hypotension, d'asystolie et de forte hyperthermie.

## Effets secondaires indésirables
Rarement, il peut survenir des réactions allergiques (allant de symptômes cutanés et des muqueuses au choc anaphylactique). En cas de surdosage, il peut survenir une réaction toxique : excitation, agitation, défauts visuels, bourdonnement dans les oreilles, frisson musculaire voire tremblement, et dans les cas les plus sévères : somnolence, baisse des réflexes, passage de la respiration par l'apnée, convulsions.